# Медведево (Гдовский район)
Медведево — деревня в Гдовском районе Псковской области России. Входит в состав Полновской волости Гдовского района. Фактически опустело, превратившись в урочище.
Расположена в 12 км (по прямой) к северо-востоку от волостного центра села Ямм, на правом побережье реки Крапивенка (правом притоке Желчи), и в 6 км (по прямой) к северу от деревни Полна. Южнее находится болото Агалихин Мох.

## Население
Численность населения деревни на 2000 год составляла 1 человек, на 2002 год — постоянное население отсутствовало.